# 宇宙船地球号

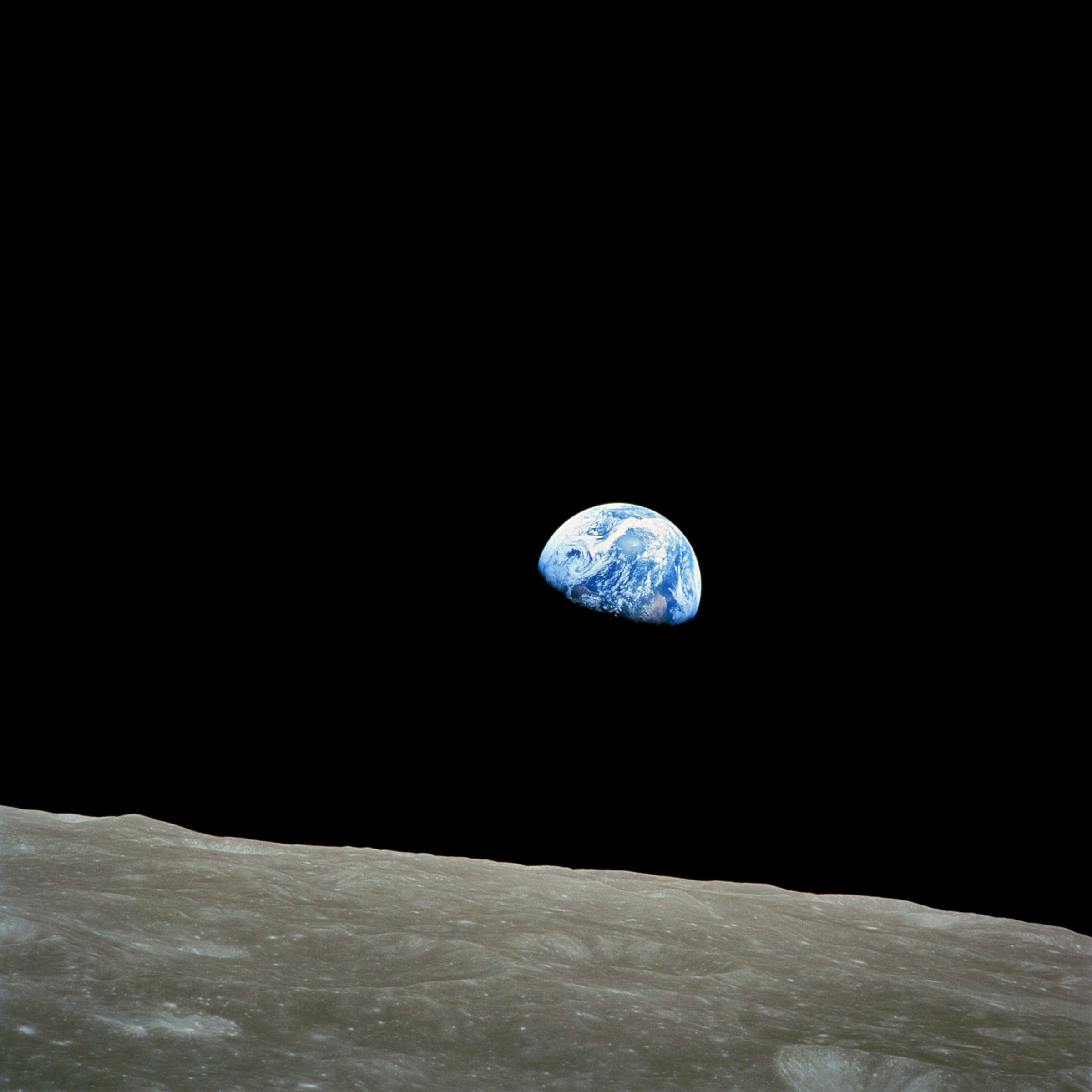
1968年12月24日にアポロ8号ミッションが撮影した「地球の出」。アポロ計画で撮影された地球の写真は、観る者に、もはや地球は無限大の存在ではなく、保護の必要な華奢な存在という印象を与えるようになった。

宇宙船地球号（うちゅうせんちきゅうごう、英: Spaceship Earth）とは、地球上の資源の有限性や、資源の適切な使用について語るため、地球を閉じた宇宙船にたとえて使う言葉。バックミンスター・フラーが提唱した概念・世界観である。また、ケネス・E・ボールディングは経済学にこの概念を導入した。
また、時折安全保障についても使われ、各国の民は国という束縛があれど皆同じ宇宙船地球号の乗組員であるから、乗組員間（国家間）の争いは望まれない、というように使われる。

## 初期の概念
地球を「宇宙を航海する船」に見立てる概念として最も初期のものは、19世紀のアメリカ合衆国の政治経済学者・ヘンリー・ジョージの名著、『進歩と貧困（Progress and Poverty）』（1879年）に見られる。4巻の2章にはこうあるが、この時点では地球という「船」の貯蔵は無限であるとされている。

## フラーの世界観：有限な資源を何に使うべきか
「宇宙船地球号（Spaceship Earth）」という言葉は、20世紀アメリカの建築家・思想家であるバックミンスター・フラー（Buckminster Fuller）によって有名になった。彼は1963年、『宇宙船地球号操縦マニュアル（Operating manual for Spaceship Earth）』を著し、宇宙的な視点から地球の経済や哲学を説いた。
彼はこの書籍で、地球と人類が生き残るためには、個々の学問分野や個々の国家といった専門分化された限定的なシステムでは地球全体を襲う問題は解決できないことを論じ、地球を包括的・総合的な視点から考え理解することが重要であり、そのために教育や世界のシステムを組みなおすべきだとした。彼は化石燃料や原子力エネルギーや鉱物資源などの消費について、彼独特の包括的アプローチを反映しながら次のように述べた。
フラーは、地球の歴史とともに蓄えられてきた有限な化石資源を燃やし消費し続けることの愚を説いた。これらの資源は自動車で言えばバッテリーのようなものであり、メイン・エンジンのセルフ・スターターを始動させるために蓄えておかねばならないとした。メイン・エンジンとは風力や水力、あるいは太陽などから得られる放射エネルギーなどの巨大なエネルギーのことであり、これらのエネルギーだけで社会や経済は維持できると主張し、化石燃料と原子力だけで開発を行うことはまるでセルフ・スターターとバッテリーだけで自動車を走らせるようなものだと述べた。彼は人類が石油やウランといった資源に手を付けることなく、地球外から得るエネルギーだけで生活できる可能性がすでにあるのに、現存する経済や政治のシステムではこれが実現不可能であると述べ、変革の必要性を強調した。

## ボールディングの概念：宇宙船のように有限な地球経済
1966年、アメリカの経済学者であるケネス・E・ボールディングは『来たるべき宇宙船地球号の経済学（The Economics of the Coming Spaceship Earth）』というエッセイのタイトルにこの言葉を使った。ボールディングはかつての「開かれた経済」は無限の資源を想定していた（彼はこれを「カウボーイ経済」と呼びたい誘惑に駆られると述べた）とし、続けてこう書いた。

## 詩的表現
国連事務総長のウ・タントは1971年3月21日の最初のアースデイ（翌年より4月22日となっている）で、「日本の平和の鐘」を鳴らす式典上こう述べた。